# Never Forget (Where You Come From)
Never Forget (Where You Come From) è il primo album in studio del gruppo musicale tedesco Bro'Sis, pubblicato nel 2002.

## Tracce
1. I Believe – 3:28
2. Just the 2 of Us – 3:26
3. All I Wanna Know – 4:23
4. We'll Put a Spell on You – 3:25
5. Walkin' with You – 4:21
6. Do You – 3:09
7. Gimme Some Lovin' – 3:48
8. Bounce – 4:02
9. Heaven Must Be Missing an Angel – 3:48
10. What's Going On? – 3:25
11. Ain't That the Way – 4:28
12. Who's Been Sleeping in My Bed – 3:06
13. You Better Not Come Home – 3:21
14. Let Me Know – 3:41
15. A Day in November – 3:59